# Václav Bátěk
Václav Bátěk (20. března 1912 Praha – 18. září 1988) byl český a československý politik Československé strany lidové a poválečný i poúnorový poslanec Ústavodárného Národního shromáždění a Národního shromáždění ČSR.

## Biografie
Narodil se v Praze. Vystudoval Právnickou fakultu Univerzity Karlovy v Praze, kde roku 1935 získal také doktorát. Poté byl přijat do právního oddělení firmy Baťa ve Zlíně. V roce 1943 si otevřel vlastní právní kancelář a začal podporovat odboj na Zlínsku. Na jaře 1945 byl zatčen gestapem, ale brzy poté byl propuštěn. Po válce se stal hlavním obhájcem Jana Antonína Bati před mimořádným lidovým soudem. V květnu 1945 vstoupil do ČSL.
V parlamentních volbách v roce 1946 se stal po rezignaci Rostislava Sochorce v listopadu 1947 poslancem Ústavodárného Národního shromáždění za ČSL. Během únorového převratu v roce 1948 patřil ke skupině politiků lidové strany, kteří souhlasili s vývojem a setrvali ve straně i poté, co se stala loajálním spojencem KSČ. Znovu se za ČSL členem parlamentu stal ve volbách do Národního shromáždění roku 1948. Zvolen byl za volební kraj Zlín a v parlamentu setrval do své rezignace v březnu 1953. Pak ho nahradil Václav Jiránek.
V 50. letech se začal stýkat s bývalými lidovci a členy nakladatelství Vyšehrad, které chtěla KSČ zavřít. Byl proto pronásledován komunistickým režimem. Státní bezpečnost spustila okolo něj Akci Batěk, popisující jeho „nepřátelskou činnost“. Byl odsouzen na 12 let, ale již v roce 1955 propuštěn pod podmínkou, že bude donášet na pracovníky brněnské redakce Lidové demokracie. StB s ním však brzy přerušila styk, protože jí žádné informace nepodával. Poté pracoval v různých dělnických profesích a rehabilitován byl až v roce 1968. Poté emigroval a stopy po něm mizí.